# Joško Vidošević
Joško Vidošević, né le 11 janvier 1935 à Split et mort le 10 août 1990 à Split, est un footballeur international yougoslave. Il évoluait au poste d'attaquant.

## Biographie

### En club
Joško Vidošević est joueur de l'Hajduk Split de 1952 à 1962,,.
Il est sacré Champion de Yougoslavie en 1954-55.

### En équipe nationale
International yougoslave, il reçoit 3 sélections pour aucun but marqué en équipe de Yougoslavie en 1955,.
Son premier match en sélection a lieu le 29 mai 1955 contre l'Italie (victoire 4-0 à Turin)  lors de la Coupe internationale 1955-1960.
Son dernier match avec la Yougoslavie a lieu le 25 septembre 1955 contre l'Allemagne de l'Ouest (victoire 3-1 à Belgrade) en amical.
Il joue également un match avec une sélection de RS Croatie le 12 septembre 1956 contre l'Indonésie (victoire 5-2 à Zagreb) aussi dans le cadre d'un amical.

## Palmarès
| Hajduk Split - Championnat de Yougoslavie (1) : - Champion : 1954-55. |  | Yougoslavie - Jeux olympiques : - Argent : 1956. |

### Distinctions individuelles
- Meilleur footballeur de l'année du championnat croate : 1954-55